# Море плодности
Море полодности (Mare Fecunditatis) је једно од затамњених базалтних региона на Месецу. Пречника је 840 километара. Море је окружено са два друга мора, а то су море кризе и Море спокојства. На источном делу налази се кратер Лангрен (Langrenus) и залив Синус Саксес (Sinus Successus) пречника око 130 километара. У овом заливу спустиле су се летелице Луна 18 и Луна 20. Море плодности садржи још пар мањих кратера као што су Месје (Messier) и Месје А (Messier А) који се налазе близу центра мора.